# Prog-Roid
『Prog-Roid』（プログロイド）は、日本のロックバンド・School Food Punishmentの2枚目のオリジナルアルバム。2011年7月13日にEPIC RECORDSから発売。

## 概要
前作『amp-reflection』より1年3か月振り、「セカンドフェイズ」始動後初めてとなる2枚目のフルアルバム。「セカンドフェイズ」始動前最後のリリースとなった配信限定シングル「flashback trip syndrome」、および先行シングルとなった「RPG」と、新曲9曲を収録した全11曲で構成される。初回限定盤には、2011年6月3日に行われた「RPG」購入者限定ライブの映像を収録した特典DVDが同梱。
アルバムのコンセプトとして、生楽器による演奏とプログラミング音の折衷、バランス感が掲げられており、ピアノや木琴の音がプログラミングで打ち込まれていたり、逆にデジタルに思われる音が生収録されていたりする。タイトルの「Prog-Roid」という造語も、Programming（プログラミング）、Progressive（進歩的な）、Android（人造人間）の3語から、プログラミングによって進化する様、機械的な要素と人間的な要素とが織り合わさった様を表現している。なお、本作では蓮尾の担当パートは、従来のキーボードではなく、シンセサイザーと表記されている。

## 収録曲
（全曲　作詞：内村友美、江口亮　作曲：School Food Punishment、江口亮　編曲：江口亮　※9を除く）
CD
1. free quiet
2. RPG
6枚目のシングル。
3. in bloom
4. ウツロウ、サンガツ
5. are
6. Ura Omote
7. ハレーション
8. flashback trip syndrome
（作詞：内村友美　作曲：School Food Punishment　編曲：江口亮、岸利至）
配信限定シングル。
9. 光
10. Y/N

DVD（初回限定盤）
Live Footage -2011.06.03-
1. RPG
2. Slide show
6枚目のシングル「RPG」のカップリング曲。
3. in bloom

## 演奏
- 内村友美：Vocal
- 蓮尾理之：Synthesizer
- 山崎英明：Bass
- 比田井修：Drums
- セクシーパスタ林三 (水中、それは苦しい)、柳瀬貴俊、松本恭輔、小池功一：Strings (#2)
- 三井律郎 (THE YOUTH)：Guitar (#7.11)
- 江口亮 (Stereo Fabrication of Youth)：All Other Instruments